# Asparagus aggregatus
Asparagus aggregatus — вид рослин із родини холодкових (Asparagaceae).

## Біоморфологічна характеристика
Це багаторічний кущ до 300 см заввишки.

## Середовище проживання
Ареал: Північні провінції ПАР.
Росте на висотах до 1300 метрів.